# Cantharellus cyanoxanthus
Cantharellus cyanoxanthus é uma espécie de fungo pertencente à família Cantharellaceae.